# شتکا
شتکا (به صربی: Šetka) یک منطقهٔ مسکونی در صربستان است که در ناحیه نیشاوا واقع شده‌است. شتکا ۴۷۱ نفر جمعیت دارد.